# Dél-dunántúli Közlekedési Központ
A Dél-dunántúli Közlekedési Központ Zrt. (DDKK) Somogy, Tolna és Baranya megyében látta el a helyközi autóbusz-közlekedést 2012-től 2019-ig, kivéve a Mohácsi járás keleti, a Duna által leválasztott részét, valamint helyi járatokat üzemeltetett Bátaszéken, Bonyhádon, Csurgón, Fonyódon, Komlón, Mohácson, Nagyatádon, Pakson, Siklóson, Siófokon, Szekszárdon, Szigetváron és Tamásiban. Központja Kaposváron volt található.

## Története
A kormány 2012-ben döntött a 24 Volán-társaság régiós közlekedési vállalatokba szervezéséről a szolgáltatás színvonalának emelése érdekében. Ennek előkészítésére 2012. november 19-én létrehoztak hat új közlekedési vállalatot, köztük a Dél-dunántúli Közlekedési Központot is. Ezek a vállalatok kezdetben nem végeztek személyszállítást, hanem azt 2014. december 31-ig a leánytársaságokká alakított Volán-társaságok folytatták, a DDKK esetében a Pannon, a Gemenc és a Kapos Volán. A Volán vállalatok 2015. január 1-jén olvadtak be anyavállalatukba, ezzel együtt a közlekedési központok átvették a Volánok korábbi feladatait is. Az egyesülés alkalmából Kaposváron 2015. január 16-án alapítási ünnepséget is tartottak, mely során számos elismerést is kiosztottak.

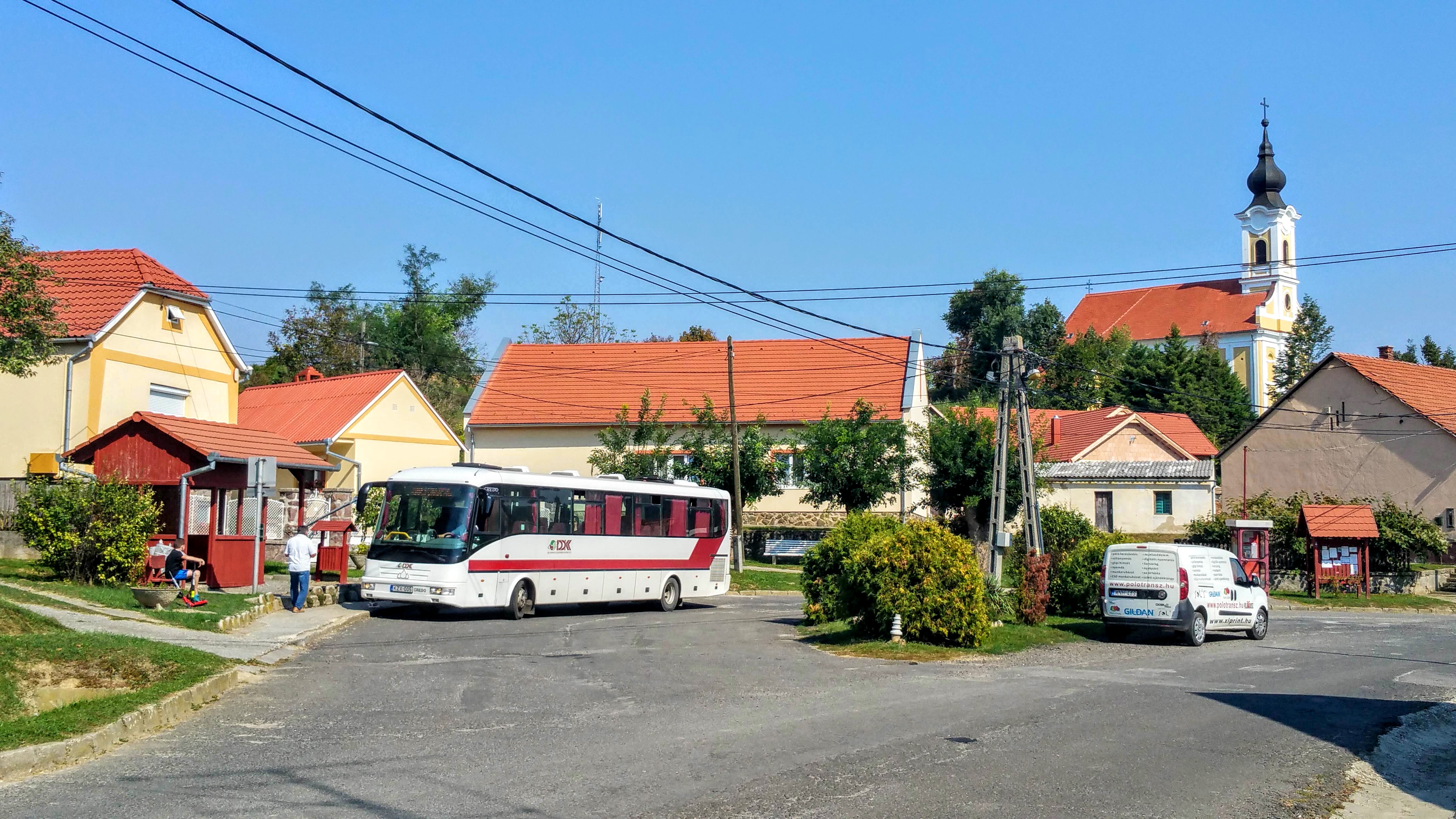
Credo busz a DDKK logójával

2019-ben ismét döntés született az állami közlekedési vállalatok átszervezéséről: június 20-án aláírták a hat közlekedési központ beleolvasztását a Volánbuszba, ezzel egy állami közlekedési cég maradt. Az összeolvadást 2019. október 1-jével valósították meg felkészülve a 2017. év végéről 2020 végére módosított autóbuszos piacnyitásra.